# Énergie interne
L’énergie interne d’un système thermodynamique est l'énergie qu'il renferme. C'est une fonction d'état extensive, associée à ce système.
Elle est égale à la somme de l’énergie cinétique de chaque entité élémentaire de masse non nulle et de toutes les énergies potentielles d’interaction des entités élémentaires de ce système. En fait, elle correspond à l'énergie intrinsèque du système, définie à l'échelle microscopique, à l'exclusion de l'énergie cinétique ou potentielle d'interaction du système avec son environnement, à l'échelle macroscopique,.
{\displaystyle U=\sum E_{\text{cin,micro}}+\sum E_{\text{pot,micro}}}
L’énergie interne  est donc une composante de l’énergie totale d'un système, définie par la relation suivante :
{\displaystyle E_{\text{globale}}=E_{\text{cin,macro}}+\sum E_{\text{pot,macro}}+U}
La valeur de l’énergie interne n’est ni mesurable, ni calculable. On peut néanmoins, en tant que fonction d'état, avoir accès à ses variations {\displaystyle \Delta U}.

## Énergie totale et énergie interne d'un système

### Énergie totale
L'énergie totale d'un système thermodynamique constitué de particules, molécules ou atomes, peut être décomposée en deux types :
- les énergies cinétiques, correspondant au mouvement du système dans son ensemble ainsi qu’aux mouvements des particules qui le constituent ;
- les énergies potentielles, dues aux interactions du système avec le milieu extérieur par l’intermédiaire de champs gravitationnel, électriques ou magnétiques, mais aussi dues aux interactions entre les molécules, ions, atomes, électrons, noyaux, nucléons… qui constituent ce système.

Chacune de ces catégories peut être séparée en deux niveaux :
- un niveau macroscopique, sensible à nos sens, c’est-à-dire à notre échelle humaine, correspondant à l’énergie cinétique macroscopique du système en mouvement dans un référentiel donné : {\displaystyle E_{\text{cin,macro}}~} et aux énergies potentielles macroscopiques du système placé dans des champs de gravitation, électriques ou magnétiques : {\displaystyle \Sigma E_{\text{pot,macro}}} ;
- un niveau microscopique, inaccessible à nos sens, correspondant aux énergies cinétiques microscopiques que l’on peut assimiler à l’agitation thermique des particules : {\displaystyle \Sigma E_{\text{cin,micro}}~} et à toutes les énergies potentielles d’interactions microscopiques que l’on peut assimiler, entre autres, aux énergies de liaison chimique et aux énergies d’interactions entre les nucléons (énergies nucléaires) : {\displaystyle \Sigma E_{\text{pot,micro}}~}.

L’énergie totale d'un système peut donc s’écrire :
{\displaystyle E_{\text{globale}}=E_{\text{cin,macro}}+\sum E_{\text{pot,macro}}+\sum E_{\text{cin,micro}}+\sum E_{\text{pot,micro}}}

### Énergie interne
Par définition, la somme des énergies microscopiques constitue l’énergie interne {\displaystyle U} du système, c’est-à-dire son énergie propre :
{\displaystyle U=\sum E_{\text{cin,micro}}+\sum E_{\text{pot,micro}}}
Étant donné la complexité des interactions au niveau microscopique, l’énergie interne {\displaystyle U} n’est pas calculable et c’est ce qui explique que la plupart des fonctions d’état du système, qui en dépendent (excepté l’entropie {\displaystyle S}), ne sont pas connues de façon absolue. On peut uniquement calculer leur variation.
L’énergie interne est une fonction d'état du système. Sa variation ne dépend que de l’état final et de l’état initial d’équilibre et non pas de la nature de la transformation. Sa différentielle {\displaystyle \mathrm {d} U} est une différentielle totale exacte.

## Application aux systèmes physico-chimiques
Dans le cas d’une réaction chimique, le système réactionnel sera au repos à l’échelle macroscopique (le réacteur n’est pas en mouvement dans les champs de gravitation, électriques et magnétiques). Son énergie macroscopique reste donc constante.
{\displaystyle E_{\text{globale}}=U+{\text{constante}}~}
La variation d’énergie du système au cours de la réaction chimique est donc égale à la variation de son énergie interne :
{\displaystyle \Delta E_{\text{globale}}=\Delta U~}
Le premier principe de la thermodynamique indique qu’il y a conservation de l’énergie et dans ce cas si l’énergie interne du système varie c’est qu’il y a échange d’énergie avec le milieu extérieur soit sous forme de travail {\displaystyle W~} soit sous forme de chaleur {\displaystyle Q~}. On suppose bien évidemment que le système est fermé et donc qu'il n'y a pas d'échange de matière.
On peut écrire :
{\displaystyle \Delta U=W+Q~}
Cette expression est la plus utilisée pour résumer l'énoncé du premier principe de la thermodynamique.
Si le système est isolé c’est-à-dire s'il n'y a aucun échange avec le milieu extérieur, 
{\displaystyle \Delta U=0~} :   l'énergie interne reste constante.
Si la transformation est cyclique, le système revient à son état initial et comme l'énergie interne est une fonction d'état,
{\displaystyle \Delta U=W+Q=0~} :   l'énergie interne reste constante et {\displaystyle W=-Q~}.
Si le volume {\displaystyle V~} est constant (transformation isochore) et si le travail mis en jeu n'est dû qu'aux forces de pression, alors le travail est nul. D'où :
{\displaystyle \Delta U=Q_{V}~}
Dans ces conditions la chaleur mise en jeu devient égale à la variation de la fonction d'état {\displaystyle U~} et ne dépend plus du chemin suivi. Cette propriété est à la base de la calorimétrie à volume constant pratiquée dans une bombe calorimétrique.

## Formes différentielles de l'énergie interne et coefficients calorimétriques
- D'après le premier principe de la thermodynamique,

{\displaystyle \mathrm {d} U=\delta Q+\delta W}.
Or,
{\displaystyle \delta Q=C_{v}.\mathrm {d} T+l.\mathrm {d} V}.
Dans le cas où seules des forces de pression sont en jeu :
{\displaystyle \delta W=-P.\mathrm {d} V}
donc
{\displaystyle \mathrm {d} U=C_{v}.\mathrm {d} T+(l-P).\mathrm {d} V}
- Coefficients calorimétriques

L'énergie interne est une fonction d'état et sa différentielle totale est exacte.
{\displaystyle \mathrm {d} U=\left({\frac {\partial U}{\partial T}}\right)_{V}.\mathrm {d} T+\left({\frac {\partial U}{\partial V}}\right)_{T}.\mathrm {d} V}
Donc
{\displaystyle C_{v}=\left({\frac {\partial U}{\partial T}}\right)_{V}}
{\displaystyle l-P=\left({\frac {\partial U}{\partial V}}\right)_{T}}
- D'après le second principe de la thermodynamique

{\displaystyle \delta Q=T.\mathrm {d} S}
d'où
{\displaystyle \mathrm {d} U=T.\mathrm {d} S-P.\mathrm {d} V}
- Coefficients calorimétriques

{\displaystyle \mathrm {d} S={\frac {\delta Q}{T}}}
{\displaystyle \mathrm {d} S=C_{v}.{\frac {\mathrm {d} T}{T}}+{\frac {l}{T}}.\mathrm {d} V}
Or l'entropie est une fonction d'état et sa différentielle totale est exacte.
{\displaystyle \mathrm {d} S=\left({\frac {\partial S}{\partial T}}\right)_{V}.\mathrm {d} T+\left({\frac {\partial S}{\partial V}}\right)_{T}.\mathrm {d} V}
Il s'ensuit que
{\displaystyle C_{v}=T.\left({\frac {\partial S}{\partial T}}\right)_{V}}
{\displaystyle l=T.\left({\frac {\partial S}{\partial V}}\right)_{T}}